# Wasserschloss Lichtenegg

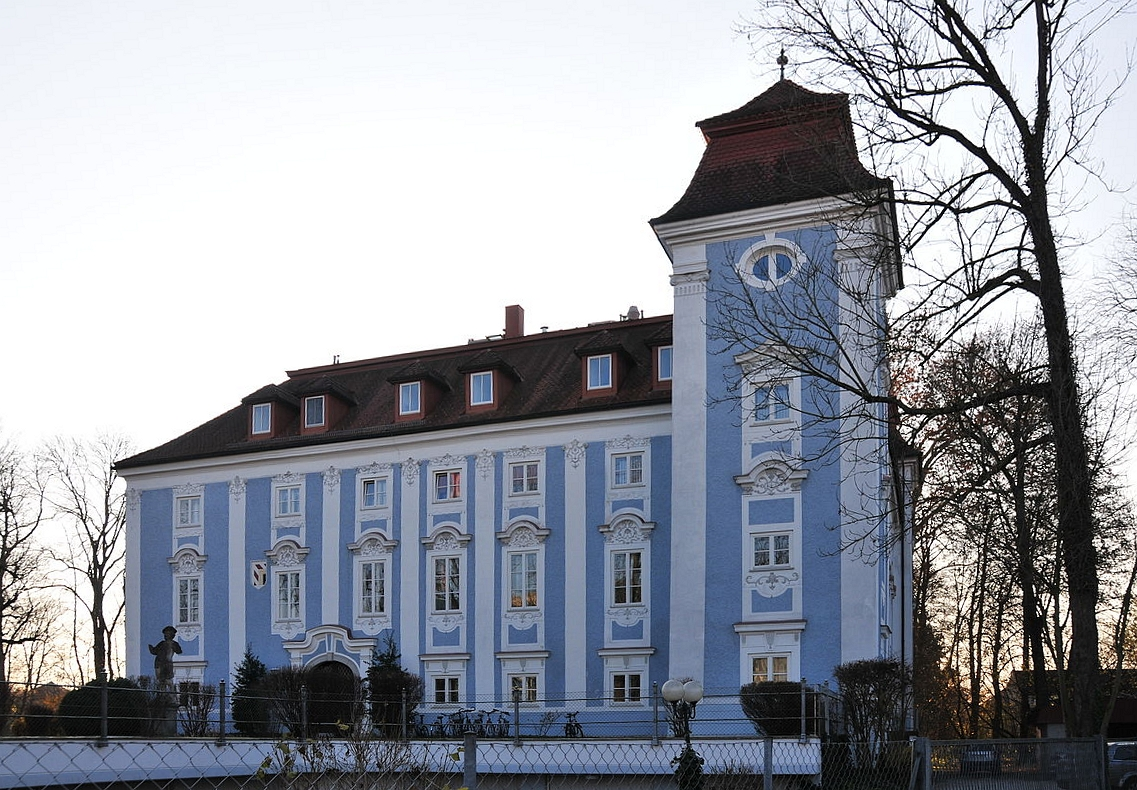
Schloss Lichtenegg in Wels

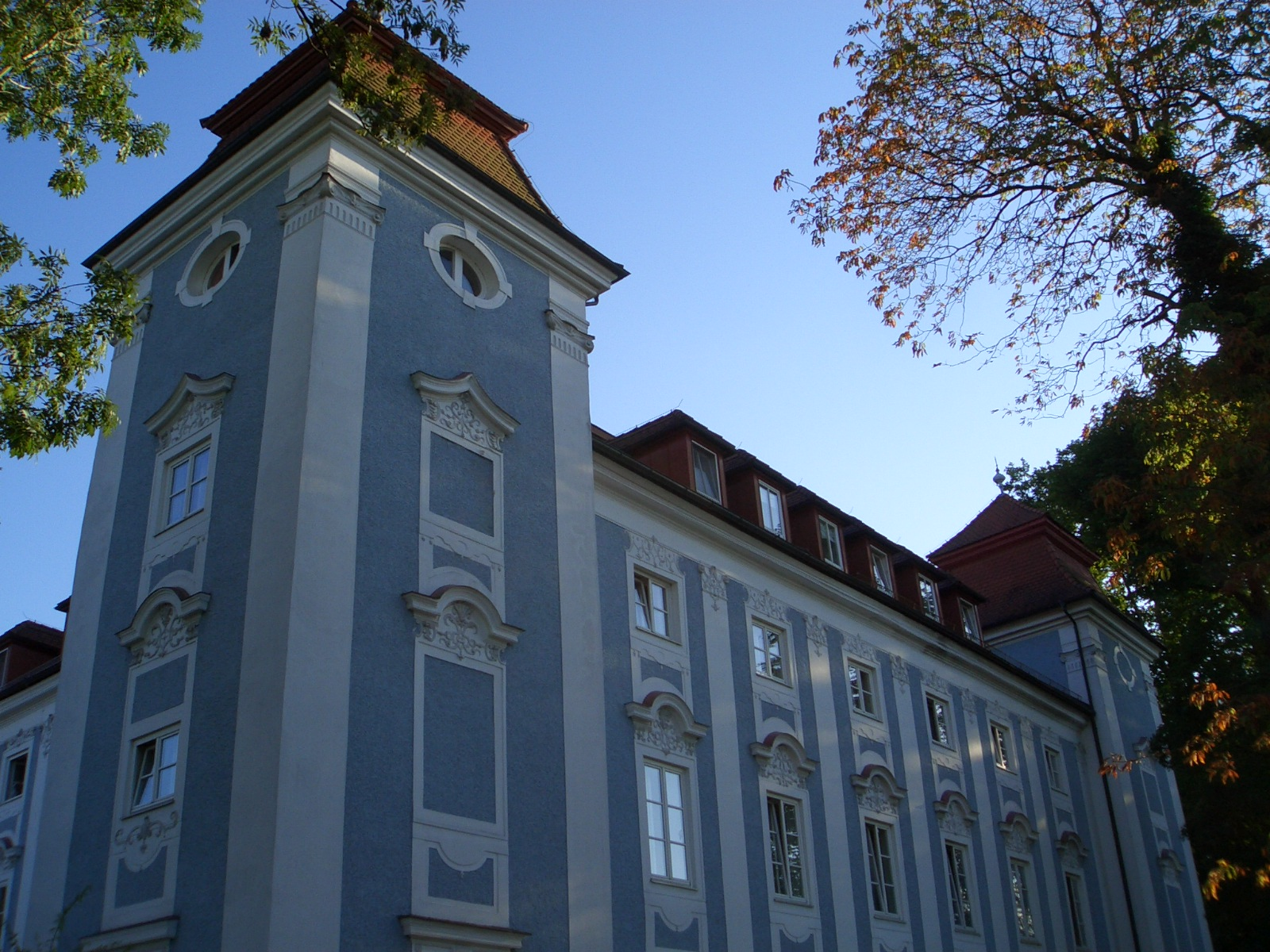
Schloss Lichtenegg heute

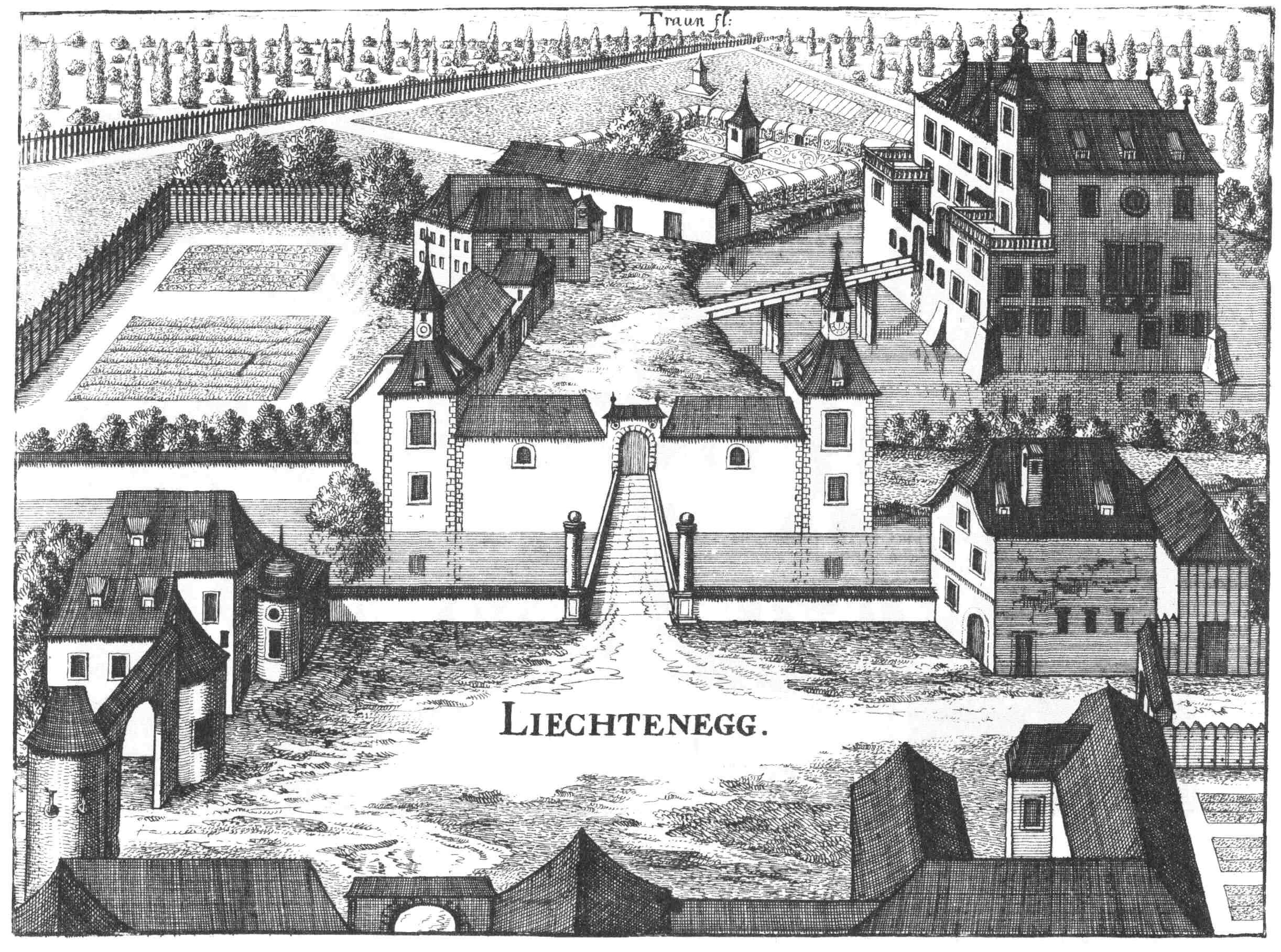
Schloss Lichtenegg nach einem Stich von Georg Matthäus Vischer von 1674

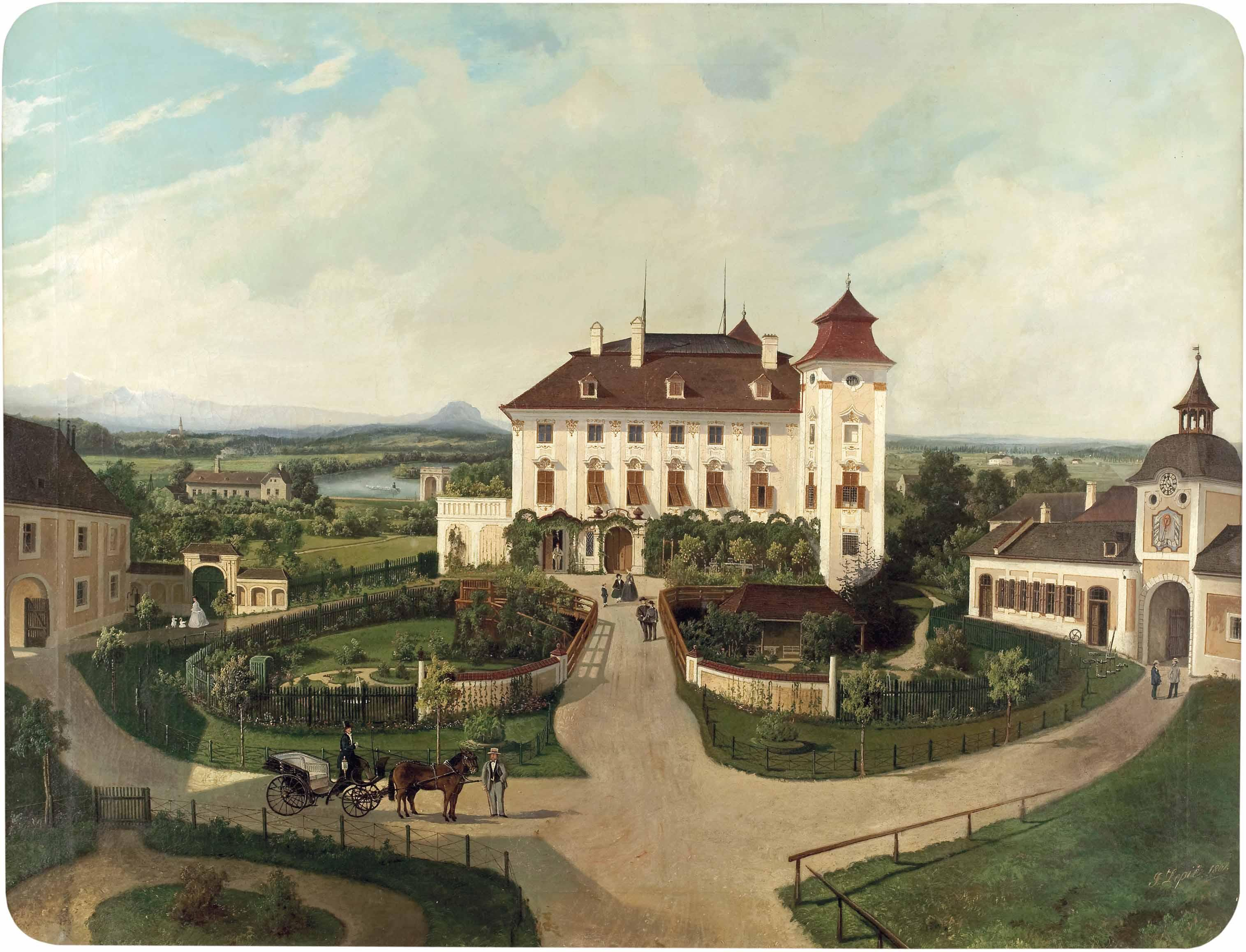
Schloss Lichtenegg nach einem Stich von Ferdinand Lepié von 1862

Das ehemalige Wasserschloss Lichtenegg (bisweilen auch Lichteneck geschrieben) befindet sich in der Stadt Wels in Oberösterreich im Stadtteil Lichtenegg.

## Geschichte
Das Schloss Lichtenegg stammt aus dem 16. Jahrhundert und war ursprünglich ein Wasserschloss. Erbaut wurde es von Ludwig von Polheim. Zum Schloss gehörten damals eine Meierei, Gärten, ein Teich, ein Kupferhammer und eine Gelbgießerei. Von Kaiser Maximilian II. wurde es zu einem freien Landgut und adeligen Sitz erhoben. 1613 erwarb Job Hartmann Ennenkl zu Albrechtsberg das Schloss. Als Heiratsgut der Judith Elisabeth Freiin von Ennenkel kam der Besitz an Christoph Ehrenreich von Schallenberg. Wiederum als Heiratsgut der Tochter Christina Dorotheas des Grafen Schallenberg gelangte Lichtenberg an den Grafen Hanns Siegmund Kazianer. Auf dem Kaufweg ging der Besitz an den Pfarrer und Dechant von Gmunden, Johann Josef Ehrenreich Reichsgraf von Seeau, über. 1654 gelangte das Schloss in den Besitz der Fürsten von Auersperg. 1722 wurde es von ihm an Reichsgraf Georg Josef von Mannstorf verkauft. Über Maria Theresia Freiin von Mannstorf, der letzten ihres Namens, gelangte Lichtenegg an Josef Pilati von Tassul. Die Pilati blieben bis 1850 in Besitz von Lichtenegg, aus dieser Familie hatten die Herrschaft Lichteneck inne: Johann Baptist Freiherr und später dann Graf von Pilati und Tassul, k. k. Kämmerer, Regierungsrat, Hofrat und Ritter des Stephans-Ordens und Graf Karl von Pilati, erster k. k. Kreiskommissär zu Wels und Kreishauptmann zu Ried. Dann wurde es von Franz Seraph Ritter von Erb (bis 1859) erworben. Danach folgte ein rascher Besitzerwechsel, z. B. Freiherr Herrmann und Richard Daublebsky von Sterneck (1868–1883), Ludwig Hinterschweiger, Theresia Wieser und Leopoldine Egsen, auch das Herzogtum Braunschweig (zuletzt Prinz Christian von Hannover, * 1. September 1919, † 10. Dezember 1981) war Eigentümer. Im Herbst 1890 pachteten Erzherzog Franz Salvator von Österreich-Toskana und die Kaisertochter Marie Valerie das Schloss Lichtenegg und bewohnten es bis 1897.

## Schloss Lichtenegg einst und jetzt
Auf einem Stich von Georg Matthäus Vischer von 1674 wird die weitläufige Anlage von Lichtenegg dargestellt. Damals lag das Hauptgebäude in einem Teich und konnte nur über eine Holzbrücke erreicht werden. Ein mit zwei seitlichen Türmen bewehrter und ebenfalls durch eine Brücke erreichbarer Vorbau lag hinter einem Wassergraben. Außerhalb des eigentlichen Schlossgeländes lag ein weiterer, durch Mauern und Toreinfahrten geschützter Vorhof, hier sind die Bauten eines Meierhofes und eines Verwaltungsgebäudes erkennbar.
Heute ist der Wassergraben völlig verschwunden. Das Aussehen des Schlosses ist durch den Umbau durch den Welser Baumeister Wolfgang Grinzenberger im Jahre 1726 sowie durch Adaptierungsarbeiten gegen Ende des 19. Jahrhunderts geprägt. Nach Bombenschäden im Zweiten Weltkrieg wurde das Schloss 1952 und 1953 wieder hergestellt.
Das Schloss und der dazugehörende englischen Park wurden 1986 renoviert. Heute flankieren zwei viereckige Türme auf der Eingangs- und der Parkseite die dreigeschoßige, quadratische Anlage. Im Park finden sich Sandsteinfiguren aus dem 17. Jahrhundert, der damals ein französischer Rokokogarten war. Heute sind in dem Schloss Wohnungen untergebracht.